# Levate
Levate – miejscowość i gmina we Włoszech, w regionie Lombardia, w prowincji Bergamo.
Według danych na styczeń 2009 gminę zamieszkiwało 3805 osób przy gęstości zaludnienia 717,9 os./km².